# Vòng đấu loại trực tiếp UEFA Europa League 2022-23
Vòng đấu loại trực tiếp UEFA Europa League 2022–23 bắt đầu vào ngày 16 tháng 2 với vòng play-off đấu loại trực tiếp và kết thúc vào ngày 31 tháng 5 năm 2023 với trận chung kết tại Sân vận động Puskás ở Budapest, Hungary để xác định đội vô địch của UEFA Europa League 2022–23. Có tổng cộng 24 đội thi đấu ở vòng đấu loại trực tiếp.
Thời gian là CET/CEST, do UEFA liệt kê (giờ địa phương, nếu khác nhau thì nằm trong ngoặc đơn).

## Các đội lọt vào
Vòng đấu loại trực tiếp bao gồm 24 đội: 16 đội lọt vào với tư cách là đội nhất và nhì của mỗi bảng trong số tám bảng ở vòng bảng và tám đội đứng thứ ba từ vòng bảng Champions League.

### Các đội nhất và nhì vòng bảng Europa League
| Bảng | Đội nhất (đi tiếp vào vòng 16 đội và được xếp vào nhóm hạt giống ở lễ bốc thăm) | Đội nhì (đi tiếp vào vòng play-off đấu loại trực tiếp và được xếp vào nhóm hạt giống ở lễ bốc thăm) |
| ---- | ------------------------------------------------------------------------------- | --------------------------------------------------------------------------------------------------- |
| A    | Arsenal                                                                         | PSV Eindhoven                                                                                       |
| B    | Fenerbahçe                                                                      | Rennes                                                                                              |
| C    | Real Betis                                                                      | Roma                                                                                                |
| D    | Union Saint-Gilloise                                                            | Union Berlin                                                                                        |
| E    | Real Sociedad                                                                   | Manchester United                                                                                   |
| F    | Feyenoord                                                                       | Midtjylland                                                                                         |
| G    | SC Freiburg                                                                     | Nantes                                                                                              |
| H    | Ferencváros                                                                     | Monaco                                                                                              |

### Các đội đứng thứ ba vòng bảng Champions League
| Bảng | Đội đứng thứ ba (đi tiếp vào vòng play-off đấu loại trực tiếp và được xếp vào nhóm không hạt giống ờ lễ bốc thăm) |
| ---- | --- |
| A    | Ajax |
| B    | Bayer Leverkusen                                                                                                  |
| C    | Barcelona |
| D    | Sporting CP |
| E    | Red Bull Salzburg                                                                                                 |
| F    | Shakhtar Donetsk                                                                                                  |
| G    | Sevilla |
| H    | Juventus |

## Thể thức
Mỗi cặp đấu ở vòng đấu loại trực tiếp, ngoại trừ trận chung kết, được diễn ra qua hai lượt trận với mỗi đội thi đấu một lượt tại sân nhà. Đội nào ghi được tổng số bàn thắng nhiều hơn qua hai lượt trận đi tiếp vào vòng tiếp theo. Nếu tổng tỉ số bằng nhau thì 30 phút của hiệp phụ được diễn ra (luật bàn thắng sân khách không được áp dụng). Nếu tỉ số vẫn bằng nhau tại thời điểm cuối hiệp phụ, đội thắng được quyết định bằng loạt sút luân lưu. Ở trận chung kết, nơi diễn ra một trận duy nhất, nếu tỉ số hòa sau thời gian thi đấu chính thức, hiệp phụ được diễn ra, sau đó là loạt sút luân lưu nếu tỉ số vẫn hòa.

Cơ chế của lễ bốc thăm cho mỗi vòng như sau:
- Ở lễ bốc thăm cho vòng play-off đấu loại trực tiếp, tám đội nhì bảng được xếp vào nhóm hạt giống và tám đội đứng thứ ba vòng bảng Champions League được xếp vào nhóm không hạt giống. Các đội hạt giống được bốc thăm để đấu với các đội không hạt giống với các đội hạt giống tổ chức trận lượt về. Các đội từ cùng hiệp hội không thể được bốc thăm để đấu với nhau.
- Ở lễ bốc thăm cho vòng 16 đội, tám đội nhất bảng được xếp vào nhóm hạt giống và tám đội thắng của vòng play-off đấu loại trực tiếp được xếp vào nhóm không hạt giống. Một lần nữa, các đội hạt giống được bốc thăm để đấu với các đội không hạt giống với các đội hạt giống tổ chức trận lượt về. Các đội từ cùng hiệp hội không thể được bốc thăm để đấu với nhau.
- Ở lễ bốc thăm cho vòng tứ kết và bán kết, không có đội hạt giống nào và các đội từ cùng hiệp hội có thể được bốc thăm để đấu với nhau. Do lễ bốc thăm cho vòng tứ kết và bán kết được tổ chức cùng nhau trước khi vòng tứ kết được diễn ra, danh tính của các đội thắng tứ kết không được biết tại thời điểm bốc thăm bán kết. Một lượt bốc thăm cũng được tổ chức để xác định đội thắng bán kết nào được chỉ định là đội "nhà" cho trận chung kết (vì mục đích hành chính do trận đấu được diễn ra tại một địa điểm trung lập).

## Lịch thi đấu
Lịch thi đấu như sau (tất cả các lễ bốc thăm được tổ chức tại trụ sở UEFA ở Nyon, Thụy Sĩ).
| Vòng                             | Ngày bốc thăm       | Lượt đi                                               | Lượt về                                               |
| -------------------------------- | ------------------- | ----------------------------------------------------- | ----------------------------------------------------- |
| Vòng play-off đấu loại trực tiếp | 7 tháng 11 năm 2022 | 16 tháng 2 năm 2023                                   | 23 tháng 2 năm 2023                                   |
| Vòng 16 đội                      | 24 tháng 2 năm 2023 | 9 tháng 3 năm 2023                                    | 16 tháng 3 năm 2023                                   |
| Tứ kết                           | 17 tháng 3 năm 2023 | 13 tháng 4 năm 2023                                   | 20 tháng 4 năm 2023                                   |
| Bán kết                          | 17 tháng 3 năm 2023 | 11 tháng 5 năm 2023                                   | 18 tháng 5 năm 2023                                   |
| Chung kết                        | 17 tháng 3 năm 2023 | 31 tháng 5 năm 2023 tại Sân vận động Puskás, Budapest | 31 tháng 5 năm 2023 tại Sân vận động Puskás, Budapest |

## Nhánh đấu
|  |                                  |                                  |                                  |                                  |                                  |  |  |                      |                      |                      |                      |             |   |                       |                   |                   |          |          |             |             |       |         |         |         |         |         |  |  |           |           |           |
|  | Vòng play-off đấu loại trực tiếp | Vòng play-off đấu loại trực tiếp | Vòng play-off đấu loại trực tiếp | Vòng play-off đấu loại trực tiếp | Vòng play-off đấu loại trực tiếp |  |  | Vòng 16 đội          | Vòng 16 đội          | Vòng 16 đội          | Vòng 16 đội          | Vòng 16 đội |   |                       | Tứ kết            | Tứ kết            | Tứ kết   | Tứ kết   | Tứ kết      |             |       | Bán kết | Bán kết | Bán kết | Bán kết | Bán kết |  |  | Chung kết | Chung kết | Chung kết |
|  | Vòng play-off đấu loại trực tiếp | Vòng play-off đấu loại trực tiếp | Vòng play-off đấu loại trực tiếp | Vòng play-off đấu loại trực tiếp | Vòng play-off đấu loại trực tiếp |  |  | Vòng 16 đội          | Vòng 16 đội          | Vòng 16 đội          | Vòng 16 đội          | Vòng 16 đội |   |                       | Tứ kết            | Tứ kết            | Tứ kết   | Tứ kết   | Tứ kết      |             |       | Bán kết | Bán kết | Bán kết | Bán kết | Bán kết |  |  | Chung kết | Chung kết | Chung kết |
|  |                                  |                                  |                                  |                                  |                                  |  |  |                      |                      |                      |                      |             |   |                       |                   |                   |          |          |             |             |       |         |         |         |         |         |  |  |           |           |           |
|  |                                  |                                  |                                  |                                  |                                  |  |  |                      |                      |                      |                      |             |   |                       |                   |                   |          |          |             |             |       |         |         |         |         |         |  |  |           |           |           |
|  |                                  |                                  |                                  |                                  |                                  |  |  | Juventus             | Juventus             | 1                    | 2                    | 3           |   |                       |                   |                   |          |          |             |             |       |         |         |         |         |         |  |  |           |           |           |
|  |                                  |                                  |                                  |                                  |                                  |  |  |                      |                      | 1                    | 2                    | 3           |   |                       |                   |                   |          |          |             |             |       |         |         |         |         |         |  |  |           |           |           |
|  | Juventus                         | Juventus                         | 1                                | 3                                | 4                                |  |  | SC Freiburg          | SC Freiburg          | 0                    | 0                    | 0           |   |                       |                   |                   |          |          |             |             |       |         |         |         |         |         |  |  |           |           |           |
|  | Juventus                         | Juventus                         | 1                                | 3                                | 4                                |  |  | SC Freiburg          | SC Freiburg          | 0                    | 0                    | 0           |   |                       | Juventus          | Juventus          | 1        | 1        | 2           |             |       |         |         |         |         |         |  |  |           |           |           |
|  | Nantes                           | Nantes                           | 1                                | 0                                | 1                                |  |  |                      |                      |                      |                      |             |   |                       | Juventus          | Juventus          | 1        | 1        | 2           |             |       |         |         |         |         |         |  |  |           |           |           |
|  | Nantes                           | Nantes                           | 1                                | 0                                | 1                                |  |  |                      |                      | Sporting CP          | Sporting CP          | 0           | 1 | 1                     |                   |                   |          |          |             |             |       |         |         |         |         |         |  |  |           |           |           |
|  |                                  |                                  |                                  |                                  |                                  |  |  | Sporting CP (p)      | Sporting CP (p)      | Sporting CP          | Sporting CP          | 0           | 1 | 1                     | 2                 | 1                 | 3 (5)    |          |             |             |       |         |         |         |         |         |  |  |           |           |           |
|  |                                  |                                  |                                  |                                  |                                  |  |  |                      |                      |                      |                      |             |   |                       |                   |                   | 3 (5)    |          |             |             |       |         |         |         |         |         |  |  |           |           |           |
|  | Sporting CP                      | Sporting CP                      | 1                                | 4                                | 5                                |  |  | Arsenal              | Arsenal              | 2                    | 1                    | 3 (3)       |   |                       |                   |                   |          |          |             |             |       |         |         |         |         |         |  |  |           |           |           |
|  | Sporting CP                      | Sporting CP                      | 1                                | 4                                | 5                                |  |  | Arsenal              | Arsenal              | 2                    | 1                    | 3 (3)       |   |                       |                   |                   | Juventus | Juventus | 1           | 1           | 2     |         |         |         |         |         |  |  |           |           |           |
|  | Midtjylland                      | Midtjylland                      | 1                                | 0                                | 1                                |  |  |                      |                      |                      |                      |             |   |                       |                   |                   |          |          |             | 1           | 2     |         |         |         |         |         |  |  |           |           |           |
|  | Midtjylland                      | Midtjylland                      | 1                                | 0                                | 1                                |  |  |                      |                      | Sevilla (s.h.p.)     | Sevilla (s.h.p.)     | 1           | 2 | 3                     |                   |                   |          |          |             |             |       |         |         |         |         |         |  |  |           |           |           |
|  |                                  |                                  |                                  |                                  |                                  |  |  | Manchester United    | Manchester United    | Sevilla (s.h.p.)     | Sevilla (s.h.p.)     | 1           | 2 | 3                     | 4                 | 1                 | 5        |          |             |             |       |         |         |         |         |         |  |  |           |           |           |
|  |                                  |                                  |                                  |                                  |                                  |  |  |                      |                      |                      |                      |             |   |                       |                   |                   | 5        |          |             |             |       |         |         |         |         |         |  |  |           |           |           |
|  | Barcelona                        | Barcelona                        | 2                                | 1                                | 3                                |  |  | Real Betis           | Real Betis           | 1                    | 0                    | 1           |   |                       |                   |                   |          |          |             |             |       |         |         |         |         |         |  |  |           |           |           |
|  | Barcelona                        | Barcelona                        | 2                                | 1                                | 3                                |  |  | Real Betis           | Real Betis           | 1                    | 0                    | 1           |   |                       | Manchester United | Manchester United | 2        | 0        | 2           |             |       |         |         |         |         |         |  |  |           |           |           |
|  | Manchester United                | Manchester United                | 2                                | 2                                | 4                                |  |  |                      |                      |                      |                      |             |   |                       | Manchester United | Manchester United | 2        | 0        | 2           |             |       |         |         |         |         |         |  |  |           |           |           |
|  | Manchester United                | Manchester United                | 2                                | 2                                | 4                                |  |  |                      |                      | Sevilla              | Sevilla              | 2           | 3 | 5                     |                   |                   |          |          |             |             |       |         |         |         |         |         |  |  |           |           |           |
|  |                                  |                                  |                                  |                                  |                                  |  |  | Sevilla              | Sevilla              | Sevilla              | Sevilla              | 2           | 3 | 5                     | 2                 | 0                 | 2        |          |             |             |       |         |         |         |         |         |  |  |           |           |           |
|  |                                  |                                  |                                  |                                  |                                  |  |  | Sevilla              | Sevilla              |                      |                      |             |   | 31 tháng 5 – Budapest | 2                 | 0                 | 2        |          |             |             |       |         |         |         |         |         |  |  |           |           |           |
|  | Sevilla                          | Sevilla                          | 3                                | 0                                | 3                                |  |  | Fenerbahçe           | Fenerbahçe           | 0                    | 1                    | 1           |   |                       |                   |                   |          |          |             |             |       |         |         |         |         |         |  |  |           |           |           |
|  | Sevilla                          | Sevilla                          | 3                                | 0                                | 3                                |  |  | Fenerbahçe           | Fenerbahçe           | 0                    | 1                    | 1           |   |                       |                   |                   |          |          | Sevilla (p) | Sevilla (p) | 1 (4) |         |         |         |         |         |  |  |           |           |           |
|  | PSV Eindhoven                    | PSV Eindhoven                    | 0                                | 2                                | 2                                |  |  |                      |                      |                      |                      |             |   |                       |                   |                   |          |          |             |             |       |         |         |         |         |         |  |  |           |           |           |
|  | PSV Eindhoven                    | PSV Eindhoven                    | 0                                | 2                                | 2                                |  |  |                      |                      | Roma                 | Roma                 | 1 (1)       |   |                       |                   |                   |          |          |             |             |       |         |         |         |         |         |  |  |           |           |           |
|  |                                  |                                  |                                  |                                  |                                  |  |  | Shakhtar Donetsk     | Shakhtar Donetsk     | Roma                 | Roma                 | 1 (1)       | 1 | 1                     | 2                 |                   |          |          |             |             |       |         |         |         |         |         |  |  |           |           |           |
|  |                                  |                                  |                                  |                                  |                                  |  |  |                      |                      |                      |                      |             | 1 | 1                     | 2                 |                   |          |          |             |             |       |         |         |         |         |         |  |  |           |           |           |
|  | Shakhtar Donetsk (p)             | Shakhtar Donetsk (p)             | 2                                | 1                                | 3 (5)                            |  |  | Feyenoord            | Feyenoord            | 1                    | 7                    | 8           |   |                       |                   |                   |          |          |             |             |       |         |         |         |         |         |  |  |           |           |           |
|  | Shakhtar Donetsk (p)             | Shakhtar Donetsk (p)             | 2                                | 1                                | 3 (5)                            |  |  | Feyenoord            | Feyenoord            | 1                    | 7                    | 8           |   |                       | Feyenoord         | Feyenoord         | 1        | 1        | 2           |             |       |         |         |         |         |         |  |  |           |           |           |
|  | Rennes                           | Rennes                           | 1                                | 2                                | 3 (4)                            |  |  |                      |                      |                      |                      |             |   |                       | Feyenoord         | Feyenoord         | 1        | 1        | 2           |             |       |         |         |         |         |         |  |  |           |           |           |
|  | Rennes                           | Rennes                           | 1                                | 2                                | 3 (4)                            |  |  |                      |                      | Roma (s.h.p.)        | Roma (s.h.p.)        | 0           | 4 | 4                     |                   |                   |          |          |             |             |       |         |         |         |         |         |  |  |           |           |           |
|  |                                  |                                  |                                  |                                  |                                  |  |  | Roma                 | Roma                 | Roma (s.h.p.)        | Roma (s.h.p.)        | 0           | 4 | 4                     | 2                 | 0                 | 2        |          |             |             |       |         |         |         |         |         |  |  |           |           |           |
|  |                                  |                                  |                                  |                                  |                                  |  |  |                      |                      |                      |                      |             |   |                       |                   |                   | 2        |          |             |             |       |         |         |         |         |         |  |  |           |           |           |
|  | Red Bull Salzburg                | Red Bull Salzburg                | 1                                | 0                                | 1                                |  |  | Real Sociedad        | Real Sociedad        | 0                    | 0                    | 0           |   |                       |                   |                   |          |          |             |             |       |         |         |         |         |         |  |  |           |           |           |
|  | Red Bull Salzburg                | Red Bull Salzburg                | 1                                | 0                                | 1                                |  |  | Real Sociedad        | Real Sociedad        | 0                    | 0                    | 0           |   |                       |                   |                   | Roma     | Roma     | 1           | 0           | 1     |         |         |         |         |         |  |  |           |           |           |
|  | Roma                             | Roma                             | 0                                | 2                                | 2                                |  |  |                      |                      |                      |                      |             |   |                       |                   |                   |          |          |             | 0           | 1     |         |         |         |         |         |  |  |           |           |           |
|  | Roma                             | Roma                             | 0                                | 2                                | 2                                |  |  |                      |                      | Bayer Leverkusen     | Bayer Leverkusen     | 0           | 0 | 0                     |                   |                   |          |          |             |             |       |         |         |         |         |         |  |  |           |           |           |
|  |                                  |                                  |                                  |                                  |                                  |  |  | Bayer Leverkusen     | Bayer Leverkusen     | Bayer Leverkusen     | Bayer Leverkusen     | 0           | 0 | 0                     | 2                 | 2                 | 4        |          |             |             |       |         |         |         |         |         |  |  |           |           |           |
|  |                                  |                                  |                                  |                                  |                                  |  |  |                      |                      |                      |                      |             |   |                       |                   |                   | 4        |          |             |             |       |         |         |         |         |         |  |  |           |           |           |
|  | Bayer Leverkusen (p)             | Bayer Leverkusen (p)             | 2                                | 3                                | 5 (5)                            |  |  | Ferencváros          | Ferencváros          | 0                    | 0                    | 0           |   |                       |                   |                   |          |          |             |             |       |         |         |         |         |         |  |  |           |           |           |
|  | Bayer Leverkusen (p)             | Bayer Leverkusen (p)             | 2                                | 3                                | 5 (5)                            |  |  | Ferencváros          | Ferencváros          | 0                    | 0                    | 0           |   |                       | Bayer Leverkusen  | Bayer Leverkusen  | 1        | 4        | 5           |             |       |         |         |         |         |         |  |  |           |           |           |
|  | Monaco                           | Monaco                           | 3                                | 2                                | 5 (3)                            |  |  |                      |                      |                      |                      |             |   |                       | Bayer Leverkusen  | Bayer Leverkusen  | 1        | 4        | 5           |             |       |         |         |         |         |         |  |  |           |           |           |
|  | Monaco                           | Monaco                           | 3                                | 2                                | 5 (3)                            |  |  |                      |                      | Union Saint-Gilloise | Union Saint-Gilloise | 1           | 1 | 2                     |                   |                   |          |          |             |             |       |         |         |         |         |         |  |  |           |           |           |
|  |                                  |                                  |                                  |                                  |                                  |  |  | Union Berlin         | Union Berlin         | Union Saint-Gilloise | Union Saint-Gilloise | 1           | 1 | 2                     | 3                 | 0                 | 3        |          |             |             |       |         |         |         |         |         |  |  |           |           |           |
|  |                                  |                                  |                                  |                                  |                                  |  |  |                      |                      |                      |                      |             |   |                       | 3                 | 0                 | 3        |          |             |             |       |         |         |         |         |         |  |  |           |           |           |
|  | Ajax                             | Ajax                             | 0                                | 1                                | 1                                |  |  | Union Saint-Gilloise | Union Saint-Gilloise | 3                    | 3                    | 6           |   |                       |                   |                   |          |          |             |             |       |         |         |         |         |         |  |  |           |           |           |
|  | Ajax                             | Ajax                             | 0                                | 1                                | 1                                |  |  | Union Saint-Gilloise | Union Saint-Gilloise | 3                    | 3                    | 6           |   |                       |                   |                   |          |          |             |             |       |         |         |         |         |         |  |  |           |           |           |
|  | Union Berlin                     | Union Berlin                     | 0                                | 3                                | 3                                |  |  |                      |                      |                      |                      |             |   |                       |                   |                   |          |          |             |             |       |         |         |         |         |         |  |  |           |           |           |
|  | Union Berlin                     | Union Berlin                     | 0                                | 3                                | 3                                |  |  |                      |                      |                      |                      |             |   |                       |                   |                   |          |          |             |             |       |         |         |         |         |         |  |  |           |           |           |

## Vòng play-off đấu loại trực tiếp
Lễ bốc thăm cho vòng play-off đấu loại trực tiếp được tổ chức vào ngày 7 tháng 11 năm 2022, lúc 13:00 CET.

### Tóm tắt
Các trận lượt đi được diễn ra vào ngày 16 tháng 2, các trận lượt về được diễn ra vào ngày 23 tháng 2 năm 2023.
| Đội 1             | TTS         | Đội 2             | Lượt đi | Lượt về      |
| ----------------- | ----------- | ----------------- | ------- | ------------ |
| Barcelona         | 3–4         | Manchester United | 2–2     | 1–2          |
| Juventus          | 4–1         | Nantes            | 1–1     | 3–0          |
| Sporting CP       | 5–1         | Midtjylland       | 1–1     | 4–0          |
| Shakhtar Donetsk  | 3–3 (5–4 p) | Rennes            | 2–1     | 1–2 (s.h.p.) |
| Ajax              | 1–3         | Union Berlin      | 0–0     | 1–3          |
| Bayer Leverkusen  | 5–5 (5–3 p) | Monaco            | 2–3     | 3–2 (s.h.p.) |
| Sevilla           | 3–2         | PSV Eindhoven     | 3–0     | 0–2          |
| Red Bull Salzburg | 1–2         | Roma              | 1–0     | 0–2          |

### Các trận đấu
| Barcelona                   | 2–2      | Manchester United                  |
| --------------------------- | -------- | ---------------------------------- |
| - Alonso 50' - Raphinha 76' | Chi tiết | - Rashford 52' - Koundé 59' (l.n.) |

| Manchester United       | 2–1      | Barcelona                 |
| ----------------------- | -------- | ------------------------- |
| - Fred 47' - Antony 73' | Chi tiết | - Lewandowski 18' (ph.đ.) |

Manchester United thắng với tổng tỷ số 4–3.
| Juventus       | 1–1      | Nantes     |
| -------------- | -------- | ---------- |
| - Vlahović 13' | Chi tiết | - Blas 60' |

| Nantes | 0–3      | Juventus                        |
| ------ | -------- | ------------------------------- |
|        | Chi tiết | - Di María 5', 20' (ph.đ.), 78' |

Juventus thắng với tổng tỷ số 4–1.
| Sporting CP    | 1–1      | Midtjylland  |
| -------------- | -------- | ------------ |
| - Coates 90+4' | Chi tiết | - Ashour 77' |

| Midtjylland | 0–4      | Sporting CP                                               |
| ----------- | -------- | --------------------------------------------------------- |
|             | Chi tiết | - Coates 21' - Gonçalves 50', 77' - Gartenmann 85' (l.n.) |

Sporting CP thắng với tổng tỷ số 5–1.
| Shakhtar Donetsk                       | 2–1      | Rennes            |
| -------------------------------------- | -------- | ----------------- |
| - Kryskiv 11' - Bondarenko 45' (ph.đ.) | Chi tiết | - Toko Ekambi 59' |

| Rennes                                                        | 2–1 (s.h.p.) | Shakhtar Donetsk                                                      |
| ------------------------------------------------------------- | ------------ | --------------------------------------------------------------------- |
| - Toko Ekambi 52' - Salah 106'                                | Chi tiết     | - Belocian 119' (l.n.)                                                |
| Loạt sút luân lưu                                             |              |                                                                       |
| - D. Doué - Doku - Meling - Gouiri - Tait - Omari - Ugochukwu | 4–5          | - Nazaryna - Sudakov - Bondarenko - Bondar - Sikan - Konoplya - Kelsy |

Tổng tỷ số 3–3. Shakhtar Donetsk thắng 5–4 trên chấm luân lưu.
| Ajax | 0–0      | Union Berlin |
| ---- | -------- | ------------ |
|      | Chi tiết |              |

| Union Berlin                                      | 3–1      | Ajax        |
| ------------------------------------------------- | -------- | ----------- |
| - Knoche 20' (ph.đ.) - Juranović 44' - Doekhi 50' | Chi tiết | - Kudus 47' |

Union Berlin thắng với tổng tỷ số 3–1.
| Bayer Leverkusen        | 2–3      | Monaco                                           |
| ----------------------- | -------- | ------------------------------------------------ |
| - Diaby 48' - Wirtz 59' | Chi tiết | - Hrádecký 9' (l.n.) - Diatta 74' - Disasi 90+2' |

| Monaco                                | 2–3 (s.h.p.) | Bayer Leverkusen                            |
| ------------------------------------- | ------------ | ------------------------------------------- |
| - Ben Yedder 19' (ph.đ.) - Embolo 84' | Chi tiết     | - Wirtz 13' - Palacios 21' - Adli 58'       |
| Loạt sút luân lưu                     |              |                                             |
| - Disasi - Matazo - Embolo - Volland  | 3–5          | - Azmoun - Amiri - Tapsoba - Schick - Diaby |

Tổng tỷ số 5–5. Bayer Leverkusen thắng 5–3 trên chấm luân lưu.
| Sevilla                                      | 3–0      | PSV Eindhoven |
| -------------------------------------------- | -------- | ------------- |
| - En-Nesyri 45+2' - Ocampos 50' - Gudelj 55' | Chi tiết |               |

| PSV Eindhoven               | 2–0      | Sevilla |
| --------------------------- | -------- | ------- |
| - De Jong 77' - Silva 90+5' | Chi tiết |         |

Sevilla thắng với tổng tỷ số 3–2.
| Red Bull Salzburg | 1–0      | Roma |
| ----------------- | -------- | ---- |
| - Capaldo 88'     | Chi tiết |      |

| Roma                       | 2–0      | Red Bull Salzburg |
| -------------------------- | -------- | ----------------- |
| - Belotti 33' - Dybala 40' | Chi tiết |                   |

Roma thắng với tổng tỷ số 2–1.

## Vòng 16 đội
Lễ bốc thăm cho vòng 16 đội được tổ chức vào ngày 24 tháng 2 năm 2023, lúc 12:00 CET.

### Tóm tắt
Các trận lượt đi được diễn ra vào ngày 9 tháng 3, các trận lượt về được diễn ra vào ngày 16 tháng 3 năm 2023.
| Đội 1             | TTS         | Đội 2                | Lượt đi | Lượt về      |
| ----------------- | ----------- | -------------------- | ------- | ------------ |
| Union Berlin      | 3–6         | Union Saint-Gilloise | 3–3     | 0–3          |
| Sevilla           | 2–1         | Fenerbahçe           | 2–0     | 0–1          |
| Juventus          | 3–0         | SC Freiburg          | 1–0     | 2–0          |
| Bayer Leverkusen  | 4–0         | Ferencváros          | 2–0     | 2–0          |
| Sporting CP       | 3–3 (5–3 p) | Arsenal              | 2–2     | 1–1 (s.h.p.) |
| Manchester United | 5–1         | Real Betis           | 4–1     | 1–0          |
| Roma              | 2–0         | Real Sociedad        | 2–0     | 0–0          |
| Shakhtar Donetsk  | 2–8         | Feyenoord            | 1–1     | 1–7          |

### Các trận đấu
| Union Berlin                              | 3–3      | Union Saint-Gilloise                |
| ----------------------------------------- | -------- | ----------------------------------- |
| - Juranović 42' - Knoche 69' - Michel 89' | Chi tiết | - Boniface 28', 72' - Vertessen 58' |

| Union Saint-Gilloise                       | 3–0      | Union Berlin |
| ------------------------------------------ | -------- | ------------ |
| - Teuma 18' - Lazare 63' - Lapoussin 90+4' | Chi tiết |              |

Union Saint-Gilloise thắng với tổng tỷ số 6–3.
| Sevilla                   | 2–0      | Fenerbahçe |
| ------------------------- | -------- | ---------- |
| - Jordán 56' - Lamela 85' | Chi tiết |            |

| Fenerbahçe             | 1–0      | Sevilla |
| ---------------------- | -------- | ------- |
| - Valencia 41' (ph.đ.) | Chi tiết |         |

Sevilla thắng với tổng tỷ số 2–1.
| Juventus       | 1–0      | SC Freiburg |
| -------------- | -------- | ----------- |
| - Di María 53' | Chi tiết |             |

| SC Freiburg | 0–2      | Juventus                              |
| ----------- | -------- | ------------------------------------- |
|             | Chi tiết | - Vlahović 45' (ph.đ.) - Chiesa 90+5' |

Juventus thắng với tổng tỷ số 3–0.
| Bayer Leverkusen             | 2–0      | Ferencváros |
| ---------------------------- | -------- | ----------- |
| - Demirbay 10' - Tapsoba 86' | Chi tiết |             |

| Ferencváros | 0–2      | Bayer Leverkusen      |
| ----------- | -------- | --------------------- |
|             | Chi tiết | - Diaby 3' - Adli 81' |

Bayer Leverkusen thắng với tổng tỷ số 4–0.
| Sporting CP                 | 2–2      | Arsenal                          |
| --------------------------- | -------- | -------------------------------- |
| - Inácio 34' - Paulinho 55' | Chi tiết | - Saliba 22' - Morita 62' (l.n.) |

| Arsenal                                   | 1–1 (s.h.p.) | Sporting CP                                    |
| ----------------------------------------- | ------------ | ---------------------------------------------- |
| - Xhaka 19'                               | Chi tiết     | - Gonçalves 62'                                |
| Loạt sút luân lưu                         |              |                                                |
| - Ødegaard - Saka - Trossard - Martinelli | 3–5          | - St. Juste - Esgaio - Inácio - Gomes - Santos |

Tổng tỷ số 3–3. Sporting CP thắng 5–3 trên chấm luân lưu.
| Manchester United                                         | 4–1      | Real Betis  |
| --------------------------------------------------------- | -------- | ----------- |
| - Rashford 6' - Antony 52' - Fernandes 58' - Weghorst 82' | Chi tiết | - Pérez 32' |

| Real Betis | 0–1      | Manchester United |
| ---------- | -------- | ----------------- |
|            | Chi tiết | - Rashford 56'    |

Manchester United thắng với tổng tỷ số 5–1.
| Roma                             | 2–0      | Real Sociedad |
| -------------------------------- | -------- | ------------- |
| - El Shaarawy 13' - Kumbulla 87' | Chi tiết |               |

| Real Sociedad | 0–0      | Roma |
| ------------- | -------- | ---- |
|               | Chi tiết |      |

Roma thắng với tổng tỷ số 2–0.
| Shakhtar Donetsk | 1–1      | Feyenoord      |
| ---------------- | -------- | -------------- |
| - Rakitskyi 79'  | Chi tiết | - Bullaude 88' |

| Feyenoord                                                                               | 7–1      | Shakhtar Donetsk |
| --------------------------------------------------------------------------------------- | -------- | ---------------- |
| - Giménez 9' - Kökçü 24', 38' (ph.đ.) - Idrissi 49', 60' - Jahanbakhsh 64' - Danilo 67' | Chi tiết | - Kelsy 87'      |

Feyenoord thắng với tổng tỷ số 8–2.

## Tứ kết
Lễ bốc thăm cho vòng tứ kết được tổ chức vào ngày 17 tháng 3 năm 2023, lúc 13:00 CET.

### Tóm tắt
Các trận lượt đi được diễn ra vào ngày 13 tháng 4, các trận lượt về được diễn ra vào ngày 20 tháng 4 năm 2023.
| Đội 1             | TTS | Đội 2                | Lượt đi | Lượt về      |
| ----------------- | --- | -------------------- | ------- | ------------ |
| Manchester United | 2–5 | Sevilla              | 2–2     | 0–3          |
| Juventus          | 2–1 | Sporting CP          | 1–0     | 1–1          |
| Bayer Leverkusen  | 5–2 | Union Saint-Gilloise | 1–1     | 4–1          |
| Feyenoord         | 2–4 | Roma                 | 1–0     | 1–4 (s.h.p.) |

### Các trận đấu
| Manchester United   | 2–2      | Sevilla                                     |
| ------------------- | -------- | ------------------------------------------- |
| - Sabitzer 14', 21' | Chi tiết | - Malacia 84' (l.n.) - Maguire 90+2' (l.n.) |

| Sevilla                        | 3–0      | Manchester United |
| ------------------------------ | -------- | ----------------- |
| - En-Nesyri 8', 81' - Badé 47' | Chi tiết |                   |

Sevilla thắng với tổng tỷ số 5–2.
| Juventus    | 1–0      | Sporting CP |
| ----------- | -------- | ----------- |
| - Gatti 73' | Chi tiết |             |

| Sporting CP           | 1–1      | Juventus    |
| --------------------- | -------- | ----------- |
| - Edwards 20' (ph.đ.) | Chi tiết | - Rabiot 9' |

Juventus thắng với tổng tỷ số 2–1.
| Bayer Leverkusen | 1–1      | Union Saint-Gilloise |
| ---------------- | -------- | -------------------- |
| - Wirtz 82'      | Chi tiết | - Boniface 51'       |

| Union Saint-Gilloise | 1–4      | Bayer Leverkusen                                    |
| -------------------- | -------- | --------------------------------------------------- |
| - Terho 64'          | Chi tiết | - Diaby 2' - Bakker 37' - Frimpong 60' - Hložek 79' |

Bayer Leverkusen thắng với tổng tỷ số 5–2.
| Feyenoord     | 1–0      | Roma |
| ------------- | -------- | ---- |
| - Wieffer 54' | Chi tiết |      |

| Roma                                                               | 4–1 (s.h.p.) | Feyenoord    |
| ------------------------------------------------------------------ | ------------ | ------------ |
| - Spinazzola 60' - Dybala 89' - El Shaarawy 101' - Pellegrini 109' | Chi tiết     | - Paixão 80' |

Roma thắng với tổng tỷ số 4–2.

## Bán kết
Lễ bốc thăm cho vòng bán kết được tổ chức vào ngày 17 tháng 3 năm 2023, lúc 13:00 CET, sau khi bốc thăm tứ kết.

### Tóm tắt
Các trận lượt đi được diễn ra vào ngày 11 tháng 5, các trận lượt về được diễn ra vào ngày 18 tháng 5 năm 2023.
| Đội 1    | TTS | Đội 2            | Lượt đi | Lượt về      |
| -------- | --- | ---------------- | ------- | ------------ |
| Juventus | 2–3 | Sevilla          | 1–1     | 1–2 (s.h.p.) |
| Roma     | 1–0 | Bayer Leverkusen | 1–0     | 0–0          |

### Các trận đấu
| Juventus      | 1–1      | Sevilla         |
| ------------- | -------- | --------------- |
| - Gatti 90+7' | Chi tiết | - En-Nesyri 26' |

| Roma       | 1–0      | Bayer Leverkusen |
| ---------- | -------- | ---------------- |
| - Bove 63' | Chi tiết |                  |

## Chung kết
Trận chung kết được diễn ra vào ngày 31 tháng 5 năm 2023 tại Sân vận động Puskás ở Budapest. Một lượt bốc thăm được tổ chức vào ngày 17 tháng 3 năm 2023, sau khi bốc thăm tứ kết và bán kết để xác định đội "nhà" vì mục đích hành chính.
| Sevilla                                | 1–1 (s.h.p.) | Roma                           |
| -------------------------------------- | ------------ | ------------------------------ |
| - Mancini 55' (l.n.)                   | Chi tiết     | - Dybala 35'                   |
| Loạt sút luân lưu                      |              |                                |
| - Ocampos - Lamela - Rakitić - Montiel | 4–1          | - Cristante - Mancini - Ibañez |